# Danny Boy

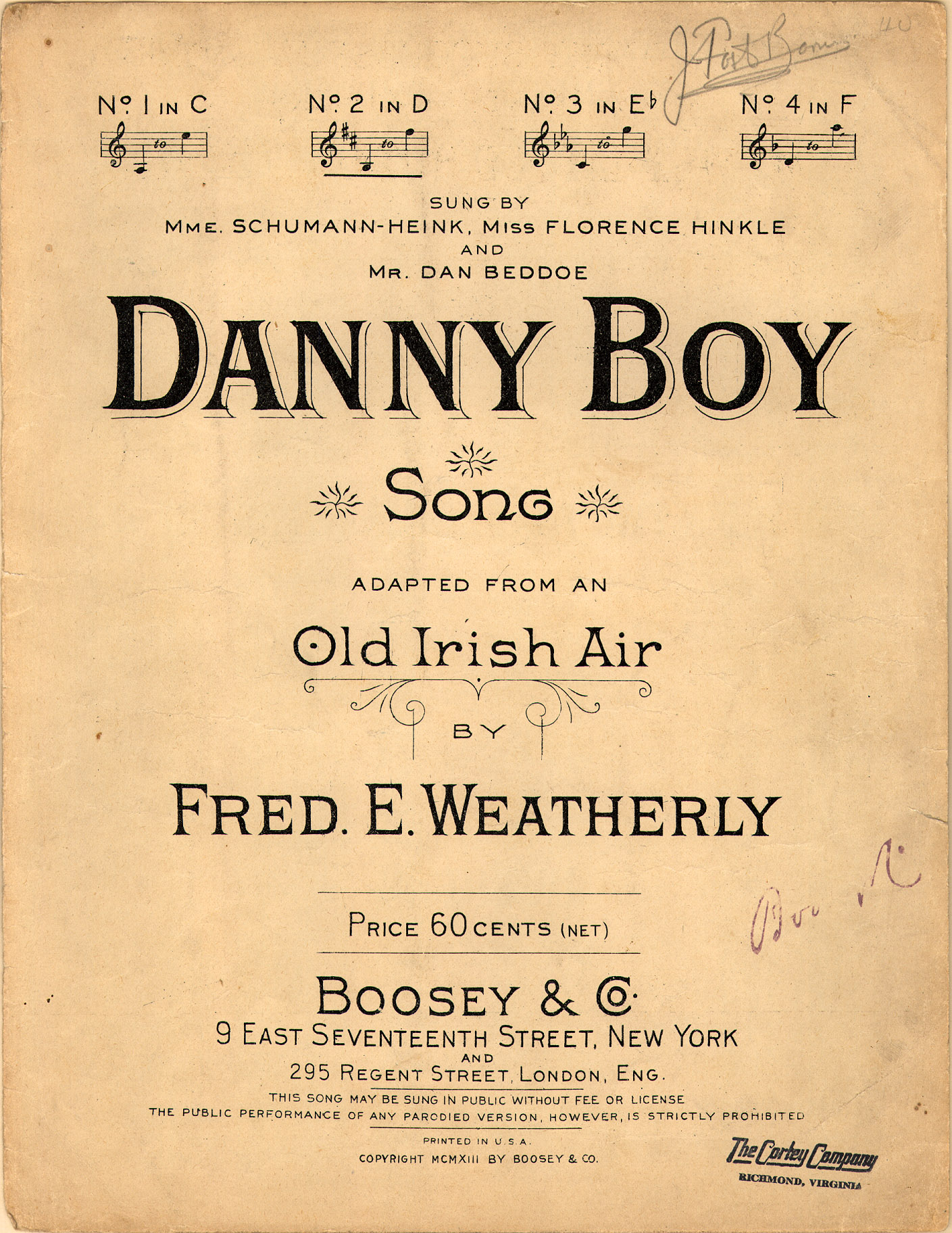
Voorpagina van de bladmuziek van Danny Boy 1913

"Danny Boy" is een Engels lied op een Ierse melodie bekend als The Derry Air, waarvan de tekst is geschreven door de Engelse songwriter Frederic Weatherly in 1910 en is gezet op de traditionele Ierse melodie van "Londonderry Air" uit 1913.

## Geschiedenis
In 1910 schreef de Engelse advocaat en tekstschrijver Frederic Weatherly in Bath (Somerset) aanvankelijk de woorden voor "Danny Boy" op een ander deuntje dan "Londonderry Air". Een alternatieve versie is dat Margaret Weatherly hem in 1913 een exemplaar van "Londonderry Air" stuurde, en dat Weatherly de tekst van "Danny Boy" aanpaste aan het rijm en metrum. Een andere alternatieve versie van het verhaal laat Jess in 1912 "Londonderry Air" zingen voor Weatherly met andere teksten. Weer een ander alternatief verhaal is dat Frederic het gedicht niet op een melodie heeft gezet, maar dat zijn schoonzus Margaret Enright Weatherly, die samen met haar man Edward in de buurt van Ouray (Colorado) bij de Neosho-mijn woonde, het gedicht in 1913 op de muziek zette met de melodie van de "Londonderry Air" die ze als kind in Californië had gehoord, gespeeld door haar vader en andere Ierse spoorwegarbeiders.
Weatherly gaf het nummer aan zangeres Elsie Griffin, die er één van de meest populaire nummers van de nieuwe eeuw van maakte. Ernestine Schumann-Heink produceerde de eerste opname van "Danny Boy" in 1915.
Jane Ross uit Limavady wordt gecrediteerd voor het verzamelen van de melodie van "Londonderry Air" in het midden van de 19e eeuw van een muzikant die ze ontmoette.

## Ierse tekst
Oh, Danny boy, the pipes, the pipes are calling

From glen to glen, and down the mountain side.

The summer's gone, and all the roses falling,

It's you, it's you must go and I must bide.

But come ye back when summer's in the meadow,

Or when the valley's hushed and white with snow,

It's I'll be there in sunshine or in shadow,—

Oh, Danny boy, Oh Danny boy, I love you so!

But when ye come, and all the flowers are dying,

If I am dead, as dead I well may be,

Ye'll come and find the place where I am lying,

And kneel and say an Avé there for me.

And I shall hear, though soft you tread above me,

And all my grave will warmer, sweeter be,

For you will bend and tell me that you love me,

And I shall sleep in peace until you come to me!

## Betekenis
Er zijn verschillende theorieën over de betekenis van "Danny Boy". Sommigen interpreteren het lied als een bericht van een ouder aan een zoon die ten oorlog trekt.
Er is een versie uit 1918 van de bladmuziek met de gedrukte handtekening van Weatherly die een alternatieve tekst ("Eily Dear") bevatte, met de instructies dat "wanneer gezongen door een man, de woorden cursief moeten worden gebruikt; het lied wordt dan "Eily Dear", dus dat "Danny Boy" alleen door een dame mag worden gezongen". 
Desalniettemin is het onduidelijk of dit de bedoeling van Weatherly was en het is gebruikelijk dat exact dezelfde teksten worden gebruikt wanneer ze door zowel vrouwen als mannen worden gezongen.

## Opgenomen versies
"Danny Boy" is in de loop der tijden vele malen opgenomen door verschillende artiesten. Verschillende versies van belang worden hieronder in chronologische volgorde weergegeven:
- 1940 Judy Garland, Little Nellie Kelly soundtrack.
- 1940 Glenn Miller and His Orchestra
- 1941 Bing Crosby Merry Christmas. "Danny Boy" werd uitgebracht samen met "I'll Be Home for Christmas" op de originele single.
- 1957 Harry Belafonte zong dit op zijn album "An Evening with Harry Belafonte". Zijn versie begon met een origineel gesproken intro "The Time, a time of strife. The Place, the place is Ireland. And as Irish legend had it, as the last rose of Summer fell, and all the young men of Ireland were to gather to strike a blow For Ireland's Freedom and Ireland's Liberty, There were songs for those who stayed at home, and songs for those who went away, and all of Ireland was sad".
- 1968 Judith Durham solo Danny Boy (With introduction To Song). From Special GTV Channel 9 Melbourne.
- 1976 Elvis Presley op "From Elvis Presley Boulevard, Memphis, Tennessee"
- 1992  Eric Clapton nam een instrumentale versie op en voegde deze toe als bonustrack bij Change the World
- 1998 Sinéad O'Connor zong het lied begeleid door Davy Spillane's uilleann pipes op Spillane's album The Sea of Dreams.
- 2002 Johnny Cash voerde het uit op zijn album American IV: The Man Comes Around, met producer Rick Rubin op wat achteraf zijn laatste album uitgebracht tijdens zijn leven bleek te zijn. Cash had Danny Boy al eerde op plaat gezet, in 1965 op Orange Blossom Special.